# Yvonne Keuls

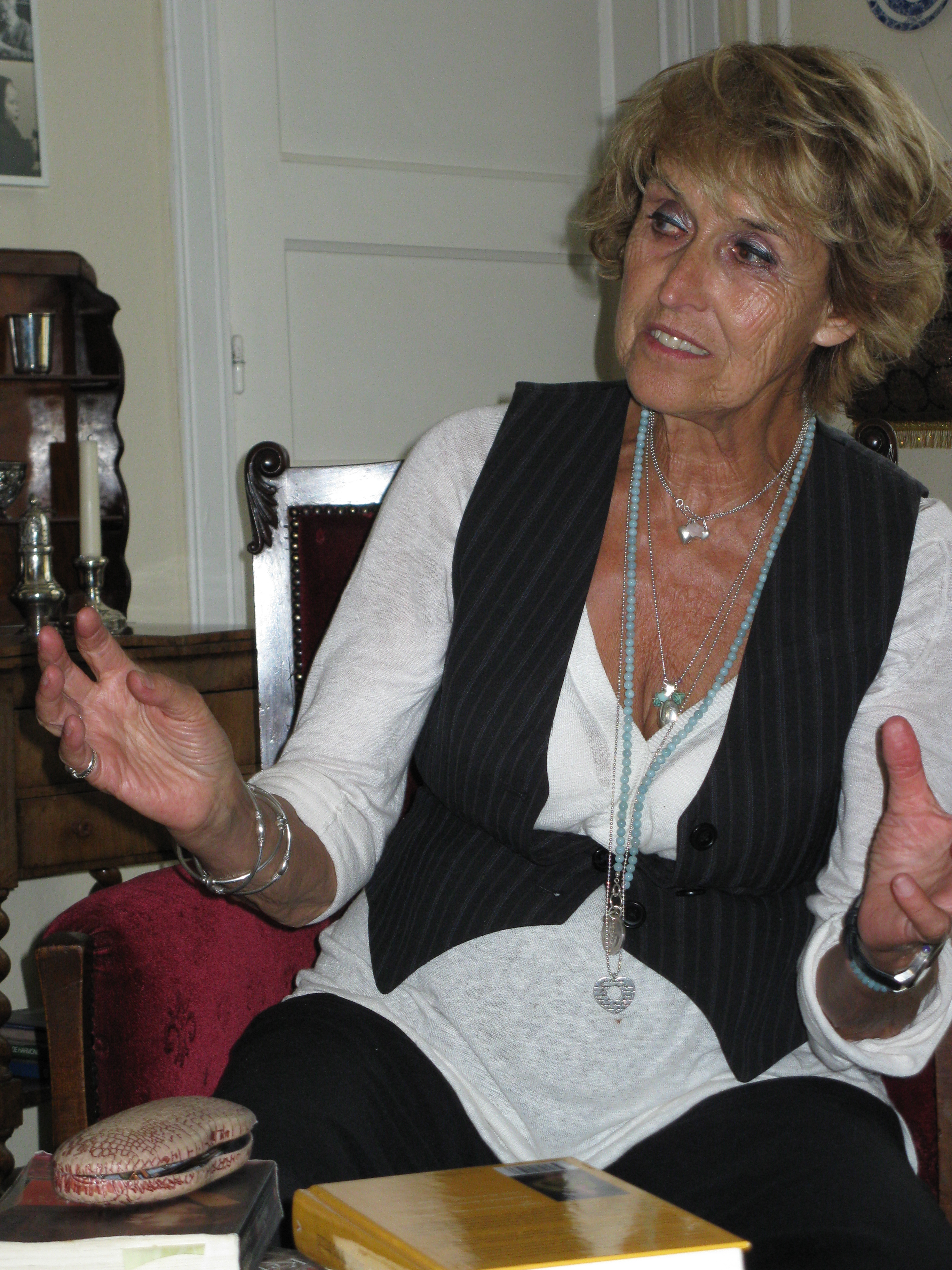
Keuls in 2010

Yvonne Keuls (Batavia, 17 december 1931) is een Nederlandse schrijfster. Veel van haar boeken werden bekroond en zijn uitgegroeid tot klassiekers van de Nederlandse literatuur.

## Levensloop
Yvonne Keuls werd geboren in 1931 in Nederlands-Indië als Yvonne Bamberg. Zij had een Javaans-Nederlandse moeder en een Joodse vader, Samuel Bamberg, die inspecteur bij het kadaster was en later wiskundeleraar werd. In 1938 vertrokken haar ouders met haar en haar oudere broertje naar Nederland.
Doordat zij als opgroeiend kind de Tweede Wereldoorlog meemaakte en zag wat die allemaal teweegbracht, groeide in haar het verzet en een sterk rechtvaardigheidsgevoel. Haar vader die aan tbc leed, werd door de Duitsers tijdens een razzia meegenomen om te worden afgevoerd, maar toen zij merkten dat hij ziek was, vreesden zij voor een besmettelijke ziekte en lieten hem gaan. Door de verslechterende omstandigheden waarin het gezin kwam te verkeren en die van zijn gezondheid, besloot hij dat het beter was niet verder te leven. Haar moeder kon niet in Nederland aarden. Dit alles veroorzaakte dat Yvonne niet als kind kon opgroeien in Nederland en al vroeg volwassen werd.
Toen zij 13 jaar oud was, belandde zij met tbc in een sanatorium.
Zij volgde de opleiding tot onderwijzeres en kwam in 1952 terecht op een lagere school in de Haagse Schilderswijk. In 1954, op haar 22e, trouwde zij met Rob Keuls, waardoor zij werd ontslagen, zoals destijds gebruikelijk was. Binnen vijf jaar had zij een gezin gesticht met drie kinderen. Alleen maar thuiszitten beviel haar niet; zij wilde haar capaciteiten benutten en ging schrijven.
Zij maakte tv-bewerkingen van het werk van Couperus en Vestdijk, maar hieruit kreeg zij niet de voldoening die zij verwachtte.
Als dertiger richtte Keuls zich op hulpverlening aan verslaafden en mishandelde kinderen. Samen met veertien anderen richtte zij in 1972 het kinderopvanghuis Jongeren Opvang Sentrum (JOS) op. Dit ging echter aan het eigen succes na een jaar ten onder; na een jaar werd het faillissement aangevraagd.
Tijdens haar leven ving zij veel mishandelde kinderen op en kwam voor hen op in rechtszaken, zoals ook voor Marnix Rueb die door zijn vader werd mishandeld. Haar roman Gemmetje Victoria gaat over een van haar opvangkinderen, die haar diep geraakt heeft.
Haar leven onderging een verandering door de publicatie in 1985 van haar boek Annie Berber en het verdriet van een tedere crimineel, een sociale roman.
Op hoge leeftijd houdt Keuls zich nog steeds bezig met nieuwe projecten en is ze actief lid van het Nederlands-Indisch platform Stichting Pelita.
Keuls sprak op 15 augustus 2024 samen met haar kleindochter Babiche tijdens de nationale Indië-herdenking in Den Haag. 

## Populariteit
De populariteit van Keuls is zowel te danken aan haar toegankelijke schrijfstijl als aan de keuze van de thema's van haar boeken, zoals drugsverslaving, oorlog, dakloosheid en pedofilie. Keuls' werk werd onder meer vertaald in het Deens, Duits, Engels, Frans, Fries, Hongaars, Italiaans en Zweeds.

## Televisie
In 1980 was Keuls een vast panellid in de NCRV-quiz Zo Vader, Zo Zoon en de varianten daarop. Destijds was ze nog tamelijk onbekend als schrijfster. In de jaren 80 nam zij deel aan het panelprogramma Daar zeg je zowat van de NCRV.

## Onderscheidingen
- 1999, Trouw publieksprijs[2]
- 2000, Koninklijke onderscheiding[3]
- 2020: Peter van Straaten Psychologieprijs van de Universiteit Leiden, voor haar roman ‘Het verrotte leven van Floortje Bloem’.[4]

## Bestseller 60
| Boeken met noteringen in de Nederlandse Bestseller 60 | Jaar van verschijnen | Datum van binnenkomst | Hoogste positie | Aantal weken | Opmerkingen |
| ----------------------------------------------------- | -------------------- | --------------------- | --------------- | ------------ | ----------- |
| Benjamins Bruid                                       | 2008                 | 26-11-2008            | 40              | 6            |             |
| Koningin van de nacht                                 | 2013                 | 20-11-2013            | 53              | 1            |             |
| Zoals ik jou ken, ken jij mij                         | 2018                 | 21-03-2018            | 54              | 1            |             |
| Gemmetje Victoria                                     | 2021                 | 01-12-2021            | 15              | 7            |             |